# Convento di Sant'Antonio (Conegliano)
Il convento di sant'Antonio Abate era un grande complesso conventuale di Conegliano, situato all'estremità meridionale del borgo Cavour e dotato di una grande chiesa dedicata al santo protettore. 

## Storia
L'ospizio e ospedale di sant'Antonio abate e San Salvatore venne fondato nell'XI secolo, e convertito agli usi monastici nel 1232 su indicazione del vescovo di Ceneda, che fece insediare qui i canonici agostiniani di San Marco di Mantova. A questi si succedettero nel 1479 i canonici lateranensi, che ripristinarono l'edificio e l'originaria intitolazione a sant'Antonio abate.
L'età d'oro del complesso è il XVI secolo, quando è uno dei più importanti e ricchi della città, dotato di una chiesa annessa, edificio a tre ampie navate in stile gotico, contenente affreschi del 1514 nella parte absidale, opera del Pordenone.
Nel 1769 il convento fu soppresso dalla Repubblica di Venezia, come avvenne tre anni dopo anche per il convento di Santa Maria delle Grazie (situato a Monticella); abbandonato dai religiosi nel 1771, nel 1772 il complesso fu acquistato dal droghiere veneziano Giovanni Maria Melancini con l'impegno di manutenere l'edificio; all'arrivo degli austriaci, nel 1798, tornò a essere impiegato come ospedale. I Melancini non si curarono particolarmente dell'edificio, tanto che nel 1813 ne crollò la facciata; vendettero inoltre alcune tele attribuite al Beccaruzzi che facevano parte dell'arredo. Ciò che rimase del convento prese nome di Villa Rocca, dal nome dei conti che divennero proprietari dell'area nel corso dell'Ottocento. Prima dell'apertura di via Diaz, avvenuta negli anni Venti, il complesso si presentava ancora unitario ed esisteva un monumentale arco di accesso al parco sul limitare dell'attuale piazzetta Duca d'Aosta.

## Descrizione

### Il chiostro e la chiesa

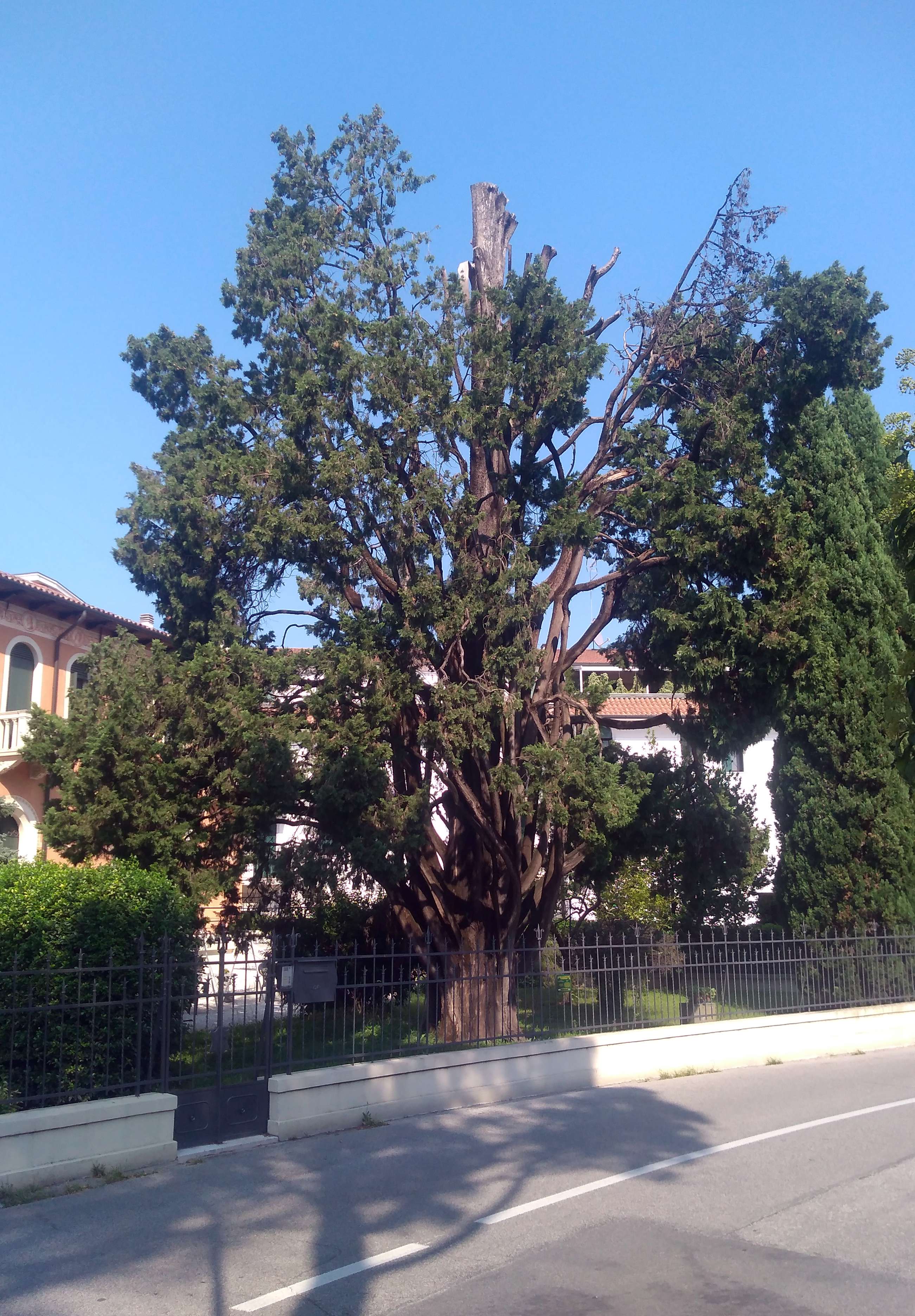
La «sentinella di Parco Rocca»

Attualmente sono visibili, in buone condizioni, i pochi resti del convento, situati lungo la breve via Diaz che collega piazzetta Duca d'Aosta e il cuore di parco Rocca. 
Il principale edificio superstite è un piccolo braccio dell'originario volume, che presenta le caratteristiche di un chiostro con portico aperto da archi a tutto sesto sostenuti da colonne a capitelli compositi, coperto da volte a crociera abbellite da affreschi; il piano superiore ospita finestre rettangolari. La costruzione a due piani, oggi abitazione privata, è tinteggiata di rosso ed è affiancata da un edificio arancione più recente, risalente agli anni Venti del Novecento.
Dall'altra parte della strada si nota un'abitazione privata, oggi denominata Casa La Grassa, con un accesso verandato che presenta le medesime caratteristiche tipologiche del primo edificio; ne era infatti l'altra estremità, come è evidente anche dalla medesima cornice dentellata in cotto presente all'imposta del tetto di entrambi. L'edificio termina nella parte posteriore con una parete caratterizzata da andamento curvilineo, una piccola absidiola del convento originale. 
Oggi purtroppo non rimane nulla della originale chiesa di Sant'Antonio Abate, a tre navate con dieci cappelle laterali e tre absidi, che era disposta parallelamente al primo edificio a chiusura del chiostro e aveva quindi la sua facciata principale su piazza Duca d'Aosta. L'affresco originale del Pordenone, raffigurante una Madonna con Bambino tra i quattro santi (rispettivamente santa Maddalena, sant'Ubaldo, sant'Agostino, santa Caterina), fu strappato dall'abside poligonale del coro e trasferito nel Museo civico di Conegliano, dove si può attualmente visionare.

### La «sentinella di Parco Rocca»
Il giardino del ex chiostro ospita un cipresso monumentale risalente all'inizio dell'Ottocento, noto come la «sentinella di Parco Rocca» per l'altezza del fusto (26 m). L'albero, sopravvissuto ai bombardamenti del 1918 che distrussero via Cavour, dominava il luogo fino al 2017, quando la cima, già rinsecchita in seguito all'azione di un fulmine, è stata potata.

## Note

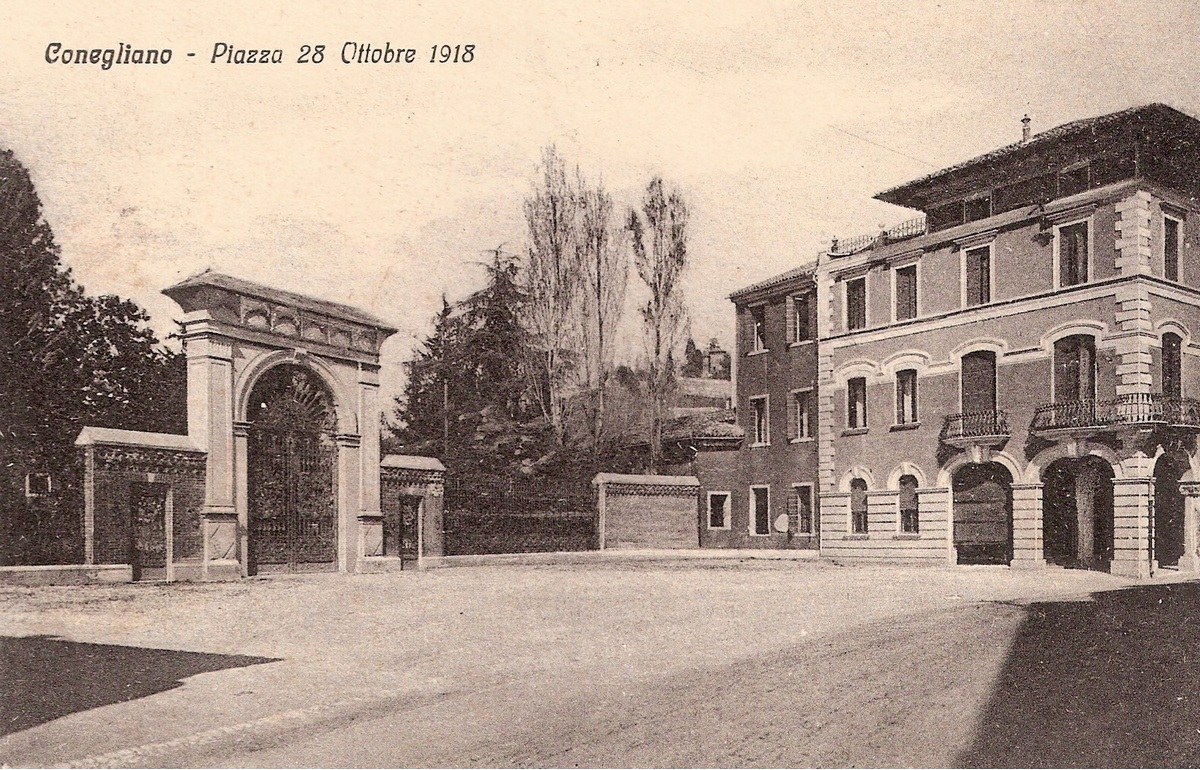
Piazzetta Duca d'Aosta, 1920 circa. A sinistra, il portale d'accesso alla proprietà dei Conti Rocca, al limitare del chiostro dell'ex convento di Sant'Antonio.